# Gangwon Football Club
El Gangwon Football Club és un club de futbol sud-coreà representatiu de la província de Gangwon-do, jugant a les ciutats de Gangneung i Chuncheon.

## Història
El Gangwon FC va ser fundat el 18 de desembre de 2008 i ingressà a la K-League el 2009.

## Palmarès
Sense títols destacats.

## Futbolistes destacats
- Lee Eul-Yong 2009-
- Chung Kyung-Ho 2009-
- Kang Yong 2009-

## Entrenadors
| Nom          | Inici             | Fi      |
| ------------ | ----------------- | ------- |
| Choi Soon-Ho | 16 Novembre, 2008 | Present |